# Rathcoole
Rathcoole es una localidad situada en el condado de Cork, en Irlanda. Según el censo de 2022, tiene una población de 209 habitantes.
Es parte de la parroquia civil de Dromtarriffe.
Está ubicada al suroeste del país, a poca distancia de la ciudad de Cork y de la costa del océano Atlántico.